# Tanaecia lutalina
Tanaecia lutalina är en fjärilsart som beskrevs av Hans Fruhstorfer 1913. Tanaecia lutalina ingår i släktet Tanaecia och familjen praktfjärilar. Inga underarter finns listade i Catalogue of Life.